# Криворожская теплоцентраль

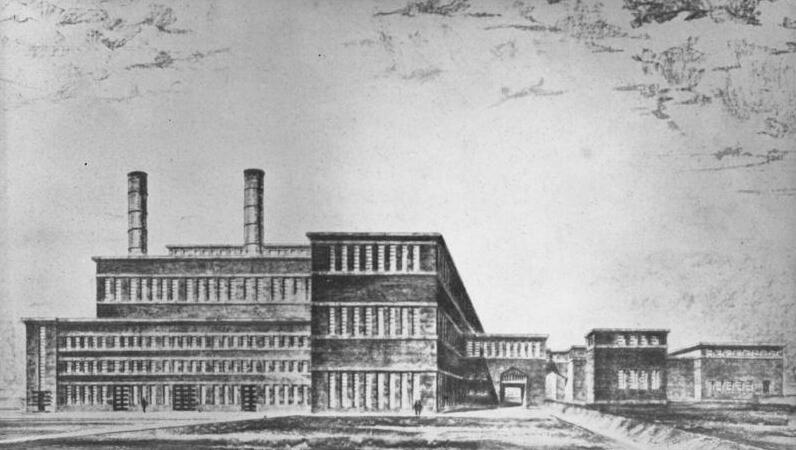
КРЭС имени Ильича в 1930 году

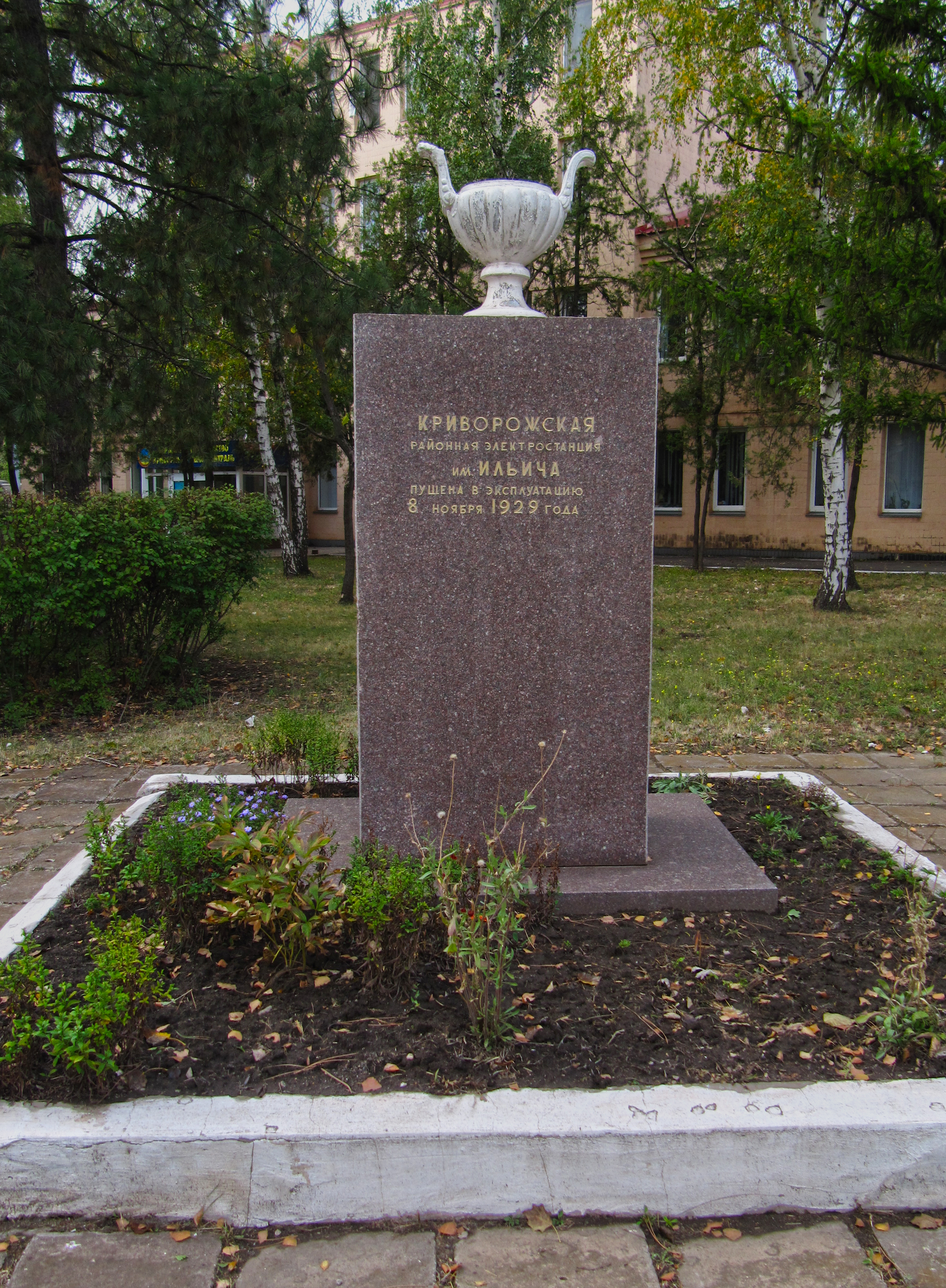
Памятный знак в честь 50-летия пуска ТЭЦ имени Ильича

Криворожская теплоцентраль — теплофикационное предприятие в городе Кривой Рог.

## История
Президиум Высшего совета народного хозяйства СССР письмом № 4001219 от 14 июля 1927 года дал разрешение на строительство электростанции.
В 1927—1929 годах Криворожская районная электрическая станция (КРЭС) имени Ильича была построена. Также была построена первая очередь плотины Крэсовского водохранилища. Возле предприятия был заложен посёлок для работников станции.
Официальное открытие и первый пробный пуск электростанции был произведён 8 ноября 1929 года.
До августа 1941 года электростанция работала на полную мощность, не смотря на эвакуацию большей части оборудования. В годы немецкой оккупации работа была возобновлена. В 1944 году отступая немцы взорвали основные помещения и оборудования. Планировался также подрыв плотины Крэсовского водохранилища, но эти планы были сорваны бойцами специального отряда подполковника Аркадия Шурупова.
19 апреля 1946 года состоялся пуск электростанции после восстановления.
В 1961—1963 годах станция работала в теплофикационном режиме.
В связи с усилением снабжения предприятий Кривбасса электроэнергией за счёт «Днепроэнерго» и разработкой плана строительства Криворожской ГРЭС-2 1 января 1971 года Криворожская электростанция имени Ильича была объединена с предприятием «Криворожтеплосеть» в предприятие «Криворожская теплоэлектроцентраль имени Ильича».
В 1989 году Минэнерго Украинской ССР приняло решение о демонтаже на предприятии турбин общей мощностью 36 МВт, по причине отсутствия дефицита электрических мощностей в регионе. Предприятие было переименовано в «Криворожская теплоцентраль».
Планируется приватизация предприятия.

## Характеристика
Начальная мощность электростанции составляла 45 000 киловатт, после войны увеличилась до 60 000 киловатт.
На балансе предприятия:
- 6 районных газовых котельных общей мощностью 1406 Гкал/час, оборудованных 31 паровым и водогрейным котлами десяти типов;
- 382,2 км магистральных и квартальных тепловых сетей отопления и горячего водоснабжения диаметром 57—1020 мм.